# Leo van Vliet
Leonardus Quirinus Machutus van Vliet, detto Leo (Honselersdijk, 15 novembre 1955), è un ex ciclista su strada olandese, professionista dal 1978 al 1986. 
In carriera ha vinto una tappa al Tour de France 1979 e la Gand-Wevelgem 1983.

## Palmarès
- 1976 (dilettanti)

Classifica generale Olympia's Tour
- 1977 (dilettanti)

Omloop der Kempen
Tour du Limbourg Amateurs
- 1978 (Miko-Mercier-Hutchinson, due vittorie)

1ª tappa Giro dei Paesi Bassi (Nimega > Heerenveen)
1ª tappa Étoile de Bessèges (Bessèges > Largentière)
- 1979 (TI-Raleigh, cinque vittorie)

1ª tappa Tour de Luxembourg (Lussemburgo > Grevenmacher)
2ª tappa Parigi-Nizza (Montbard > Besançon)
Grand Prix de Wallonie
5ª tappa, 1ª semitappa Critérium du Dauphiné Libéré (Valence > Grenoble)
7ª tappa Tour de France (Saint-Hilaire-du-Harcouët > Deauville)
- 1980 (TI-Raleigh, tre vittorie)

Grand Prix d'Ouverture La Marseillaise
2ª tappa Tour de Luxembourg (Esch-sur-Alzette > Grevenmacher)
Grote Prijs Stad Vilvoorde
- 1982 (TI-Raleigh, due vittorie)

2ª tappa Étoile de Bessèges (Lunel > Lunel)
5ª tappa, 2ª semitappa Tour Méditerranéen (Antibes > Monaco)
- 1983 (TI-Raleigh, cinque vittorie)

2ª tappa, 1ª semitappa Tour Méditerranéen (Antibes > Fréjus)
4ª tappa, 1ª semitappa Tour Méditerranéen (Salon-de-Provence > La Grande-Motte)
Gand-Wevelgem
2ª tappa, 1ª semitappa Tour of the Americas (Williamsburg > Richmond)
Classifica generale Quatre jours de Dunkerque
- 1984 (Kwantum Hallen-Yoko, tre vittorie)

1ª tappa Settimana Siciliana
2ª tappa, 2ª semitappa Tour Midi-Pyrénées (Auch > Montauban)
1ª tappa Tour de l'Aude (Gruissan)
- 1985 (Kwantum Hallen-Yoko, due vittorie)

2ª tappa Tour of Ireland (Wexford > Carrick-on-Suir)
4ª tappa Grand Prix du Midi Libre (Quissac > Montpellier)

### Altri successi
- 1976 (dilettanti)

Prologo Olympia's Tour (Cronocoppie con Arie Hassink)
- 1978 (Miko-Mercier-Hutchinson)

Profronde van Santpoort (Criterium)
- 1979 (TI-Raleigh)

Nacht van Hengelo (Criterium)
Ronde van Made (Criterium)
Profronde van Wateringen (Criterium)
Profronde van Kortenhoef (Criterium)
- 1980 (TI-Raleigh)

Grand Prix Barjac (Criterium)
Profronde van Largentière (Criterium)
Mijl van Mares (Criterium)
Profronde van Hansweert (Criterium)
Ronde van Pijnacker (Criterium)
Spektakel van Steenwijk (Criterium)
Profronde van Valkenburg (Criterium)
1ª tappa, 2ª semitappa Tour de France (Wiesbaden > Francoforte sul Meno, cronosquadre)
7ª tappa, 1ª semitappa Tour de France (Compiègne > Beauvais, cronosquadre)
Mijl van Mares (Criterium)
- 1982 (TI-Raleigh)

Pinkstercriterium Kloosterzande (Criterium)
Profronde van Sint-Willebrord (Criterium)
9ª tappa, 1ª semitappa Tour de France (Lorient > Plumelec, cronosquadre)
Gouden Pijl Emmen  (Criterium)
Profronde van Wateringen (Criterium)
Petegem-aan-de-Leie (Kermesse)
- 1983 (TI-Raleigh)

Profronde van Schijndel (Criterium)
Profronde van Valkenburg (Criterium)
Profronde van Leende (Criterium)
- 1984 (Kwantum Hallen-Yoko)

Profronde van Dongen (Criterium)
Profronde van Hansweert (Criterium)
Profronde van Kortenhoef (Criterium)
- 1985 (Kwantum Hallen-Yoko)

Profronde van Maasland (Criterium)
Profronde van Tiel (Criterium)

## Piazzamenti

### Grandi Giri
- Tour de France

1979: ritirato
1980: 51º
1982: 52º
1983: ritirato
1984: 75º
1985: 79º

### Classiche monumento
- Milano-Sanremo

1978: 26º
1979: 95º
1980: 46º
1981: 21º
1982: 9º
1984: 52º
- Giro delle Fiandre

1978: 38º
1983: 18º
1984: 35º

### Competizioni mondiali
- Campionati del mondo

Nürburg 1978 - In linea Professionisti: ritirato
Valkenburg 1979 - In linea Professionisti: ritirato
Sallanches 1980 - In linea Professionisti: ritirato
Goodwood 1982 - In linea Professionisti: ritirato
Altenrhein 1983 - In linea Professionisti: ritirato